# Anacamptis menosii
Anacamptis menosii är en orkidéart som först beskrevs av Charles Jean Bernard och G.Fabre, och fick sitt nu gällande namn av H.Kretzschmar, Eccarius och H. Anacamptis menosii ingår i släktet salepsrötter, och familjen orkidéer. Inga underarter finns listade i Catalogue of Life.